# Israel Huaytari Martínez

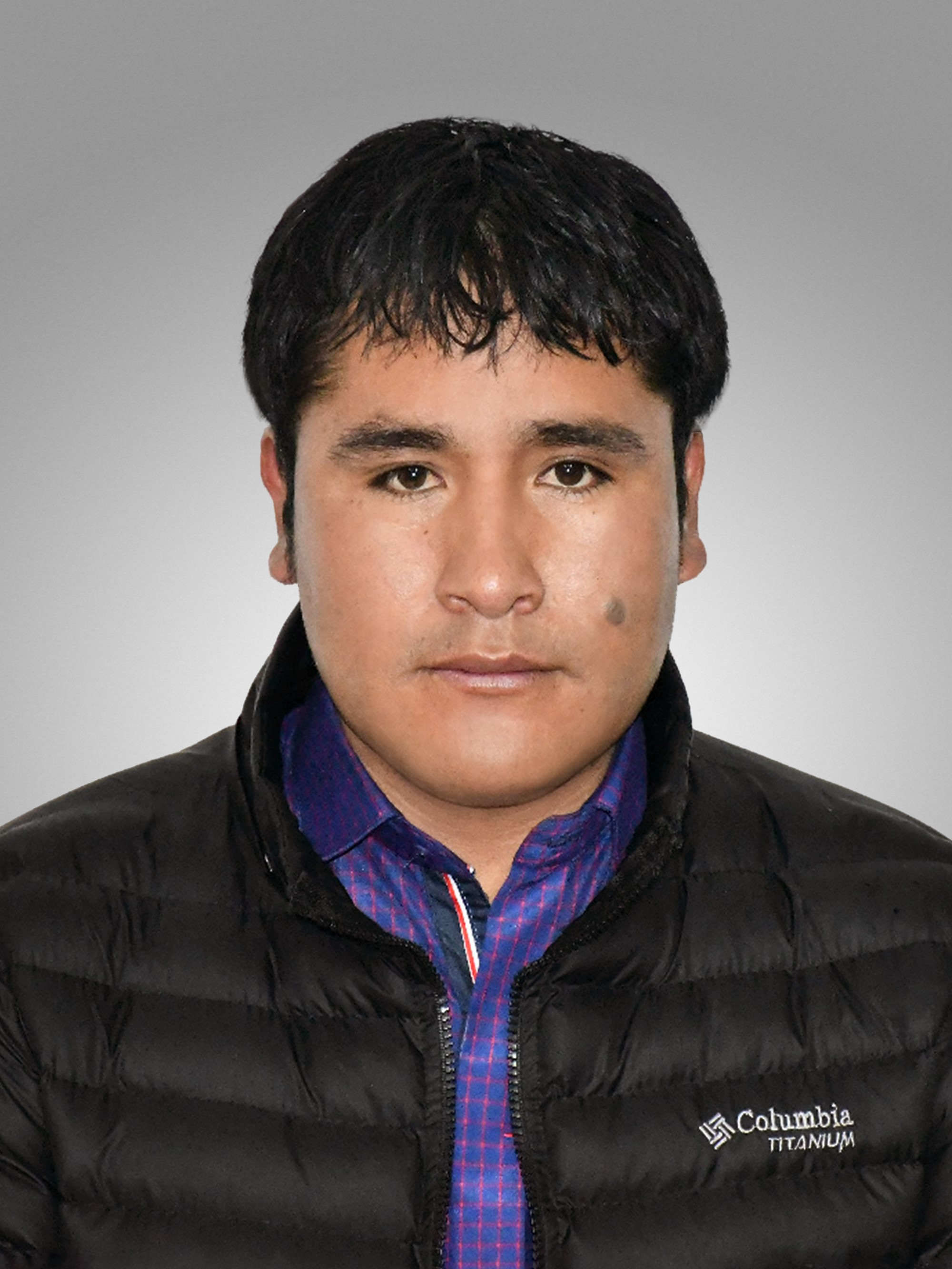
Israel Huaytari Martínez (2020)

Israel Huaytari Martínez (* 30. August 1985) ist ein bolivianischer Politiker des MAS-IPSP, der seit dem 8. November 2023 Präsident des Abgeordnetenhauses von Bolivien ist.

## Leben
Israel Huaytari Martínez wurde bei der Parlamentswahl am 18. Oktober 2020 für den MAS-IPSP im Wahlkreis C-39 im Departamento Potosí zum Mitglied des Abgeordnetenhauses von Bolivien gewählt, des Unterhauses der Plurinationalen Legislativen Versammlung Boliviens. Seine Stellvertreterin wurde Casilda Cuellar Mendoza.
Als Nachfolger von Jerges Mercado Suárez wurde Huaytari Martínez am 8. November 2023 Präsident des Abgeordnetenhauses für die Sitzungsperiode 2023/2024.